# 薩蒙斯維爾 (紐約州)
薩蒙斯維爾（英語：Sammonsville）是位於美國紐約州富爾頓縣的非建制地區。

## 歷史
薩蒙斯維爾的郵局於1842年設立，其後於1909年停運。

## 地理
薩蒙斯維爾所處的海拔為高於海平面144米（即472英呎），而該地所採用的時區為UTC-5，即北美东部时区（EST）。同時該地設有夏令時間，為UTC-5調快一小時，即UTC-4（EDT）。